# X戰警2：複製人大戰
《X戰警2：複製人大戰》是一款1995年發行的平台遊戲，由動視公司製作並由世嘉出品的Mega Drive遊戲軟體。此遊戲為1993年出品的橫向捲軸遊戲 《X戰警》的續作。改編自漫威出品的知名電視節目。《X戰警2》廣受評論家盛讚，並被視為最優秀的Mega Drive遊戲之一。本應出版遊戲《X女戰警》（X-Women）作為其續作，但該計畫已被取消。

## 遊戲內容
遊戲的開頭是一個「冷開場」。第一關在開啟遊戲時便開始，並隨機指派角色給玩家（出現角色取決於玩家按的控制器哪一個方向鍵）。在完成關卡一後，遊戲的標題以及工作人員名單才出現，並且讓玩家能夠選擇使用的角色。
每一個角色都有各自的「變種能力」能在戰鬥中使用。跟前作不同，遊戲中沒有能量條去限制玩家使用特殊能力的次數。部分變種能力可以按住「下鍵」或是發動能力的按鍵來集氣好讓攻擊力提升。特術能力在角色集滿九或十條生命條時會增強，並可讓角色在空中施展招數時產生不同的功能。
除了特殊能力之外，每個角色都有各自的獨特技巧、作戰方式、或是奇招來增添遊戲性。這些能力能夠用來找到隱藏的生命值增加道具〈外型為一個雙股螺旋〉或是幫助破關的捷徑。玩家在遊戲一開始時會得到八條生命（代表有九次的機會），這八條命是所有角色共有的，而且數量無法增加。

## 劇情大綱
遊戲的故事內容取自遊戲出版時的漫畫的故事情節，一個名為「方陣」的機械有機生命體種族再次出現並意圖靠著同化人類來征服地球。他們還抓走了多名變種人並加以複製，好利用這些複製體來做實驗。僅有少數被挑選的X戰警（野獸、靈蝶、金牌手、夜行者、金鋼狼、以及獨眼龍）逃過一劫，並暫時跟死對頭「萬磁王」結盟。他們必須在全人類被同化前擊敗方陣。他們的旅程遍及許多熟悉的場景，包括蠻荒之地、亞法隆。並且，對抗強大的敵人，例如天啟、哨兵機器人、艾克瑟達斯、死亡之鳥等等。

### 角色
- 野獸：野獸是一個稍微有些緩慢並且變種能力較弱的角色，但他有限的特技動作（包含：爬牆以及俯衝攻擊）彌補了其不足，野獸的普通攻擊強度甚至是其他角色的兩倍。
- 獨眼龍：獨眼龍的雷射能夠靠著集氣來增加強度，並且可同時攻擊數名敵人。此外，他在戰鬥中還能施展一系列的武術（像是連續出拳以及飛踢（英语：flying kicks））
- 金牌手：金牌手的變種能力是可以透過集氣增加攻擊力和紙牌數量的快速遠距離攻擊。他的近距離攻擊和獨眼龍的很相似，但是攻擊範圍較廣（在某些情況下，他的地面攻擊能造成敵人很大的傷害）
- 夜行者：夜行者的變種能力是「爆破瞬間移動」，此能力可靠著集氣來增強其攻擊力及範圍。但是能力也有限制，例如無法穿過牆壁、天花板、及其他障礙。然而他的特技和移動能力，包含攀牆、兩段式跳躍、俯衝攻擊是遊戲中最優秀的。
- 靈蝶：靈蝶的靈刃僅限於攻擊為有機體的敵人，而且在施展期間會短暫的露出破綻，但她也配備了一把能夠對付各式敵人的劍。她能夠攀牆、兩段式跳躍、利用她的靈刃來使出獨特的攻擊、以及360度跳躍攻擊。
- 金鋼狼：金鋼狼的變種能力是用他的爪子攻擊，但他真正的變種力量是他獨特的再生能力：當金鋼狼只剩一條或兩條生命條剩餘時，他會自癒（一定時間後）並重新獲得生命條，直到集滿三條生命為止。再過一段時間後，他更可以從三條增加到四條。他還可以使用他的爪子攀爬牆壁（這使得他的動作跟夜行者相比的更加硬派）和兩段式跳躍。
- 萬磁王（第三關後解鎖（英语：Unlockable (gaming)））：沒有近戰攻擊是萬磁王的特點，他的「基本」的攻擊包括（有點弱）能量爆炸（英语：energy blasts），而他的「變種能力」是一個電磁球炸彈，可以緩慢的移動穿越牆壁並爆破。玩家使用角色時無法飛行，但可懸浮在半空中，這期間他能使出能量落雷，但不能使出電磁球炸彈。一個熟練的玩家可以在不受任何損傷的情況下光靠這些力量消滅敵人（包括魔王之一）。

## 出品
《X戰警》並非使用一般貝殼式的遊戲包裝，而是少數在1995年Sega Genesis使用紙盒包裝的遊戲。歐洲版則是重新使用了Game Gear的《X戰警2：遊戲大師傳奇》的封面做為遊戲包裝的封面，但兩個遊戲之間毫無關聯性。娛樂軟件分級委員會將這款遊戲分類於「兒童至成人」（KA）的等級。
遊戲配樂是由電子樂團Information Society的克爾特‧哈倫所作，而配樂的專輯也於1996年發行。遊戲的基本背景音樂大致相同，但有時在某些關卡會因選擇的角色不同，音效而有所改變。

## 迴響
《X戰警2：複製人大戰》的評論褒貶不一。電子遊戲雜誌GamePro批評其音效與音樂太過混雜，也批評在遊戲中操作兩個角色時，橫向捲軸的限制，但它稱讚遊戲角色的特殊能力。電子遊戲月刊也稱讚其角色的特殊能力，但卻批評這款遊戲略不同於原版的《X戰警》，甚至還存在著一些缺點，而且將這款遊戲評論為「關卡和魔王都做得很不錯，但角色實在是太不生動了。」
根據GameFan的回顧性評論，「簡單來說，《X戰警2:複製人大戰》這款遊戲和《神秘X戰警》截然不同。不僅用16位元的動畫、多層次的背景，且遊戲好上手、好操控，遊戲介面也淺顯易懂，遊戲的故事不僅可以一個人玩，也適合兩人一起玩。
這款經角色授權的2D的平台遊戲，《X戰警2》正精準地描繪這群最強大的變種人，而且成為了當代最出色的漫畫改編遊戲。
《複雜雜誌》將《X戰警2》排在所有Sega Genesis所出品的遊戲中的第18名，並補充「遊戲的水平少見地均衡」。而線上遊戲工作室ScrewAttack，也因這款遊戲的配樂而將其排在Sega Genesis遊戲中的第20名。《X戰警2》Geek雜誌則稱讚其遊戲配樂和《變種人：天啟》一樣出色，而且每個關卡都有致敬原作的彩蛋，將它排在2013年最佳漫威遊戲中的第19名。

## 《X女戰警》
這是一款由Sega出品，從《X戰警》相同主機中分支出只有女性角色的遊戲。，但在1996年，由於公司將主機位元轉向32位元的世嘉土星市場而告吹。

## 外部連結
- X-Men 2: Clone Wars X-Men 2: Clone Wars （页面存档备份，存于） at MobyGames